# Witali Darasselia
Witali Kuchinowitsch Darasselia (georgisch ვიტალი დარასელია; russisch Виталий Кухинович Дараселия; * 9. Oktober 1957 in Otschamtschira, Abchasische ASSR, Georgische SSR; † 13. Dezember 1982 bei Sestaponi, Imeretien, Georgische SSR) war ein sowjetischer Fußballspieler georgisch-abchasischer Herkunft.

## Leben und Karriere
Witali Darasselias Geburtsort liegt in Abchasien, Darasselias Mutter war selbst abchasischer Herkunft, sein Vater Mingrelier (eine georgische Ethnie).
Nach Anfängen bei Amirani Otschamtschire in seiner Heimatstadt, kam Darasselia 1975 zum großen Club Dinamo Tiflis. Mit seinem neuen Verein wurde er 1978 sowjetischer Meister und in den Jahren 1976 und 1979 auch sowjetischer Pokalsieger. In der Saison 1980/81 gewann er mit Dinamo Tiflis den Europapokal der Pokalsieger. Im Finale gegen den FC Carl Zeiss Jena erzielte Darasselia den entscheidenden Treffer zum 2:1-Endstand.
Zwischen 1979 und 1982 bestritt Darasselia für die Sowjetische Nationalmannschaft 22 Spiele und erzielte drei Tore. 1982 nahm er an der Weltmeisterschaft in Spanien teil.
Darasselia starb im Dezember 1982 mit 25 Jahren bei einem Autounfall bei Sestaponi. Sein Sohn Witali junior (* 1978) schlug später ebenfalls eine Karriere als Fußballspieler ein und kam zu einigen Einsätzen in der georgischen Nationalmannschaft.